# Chicago Marathon

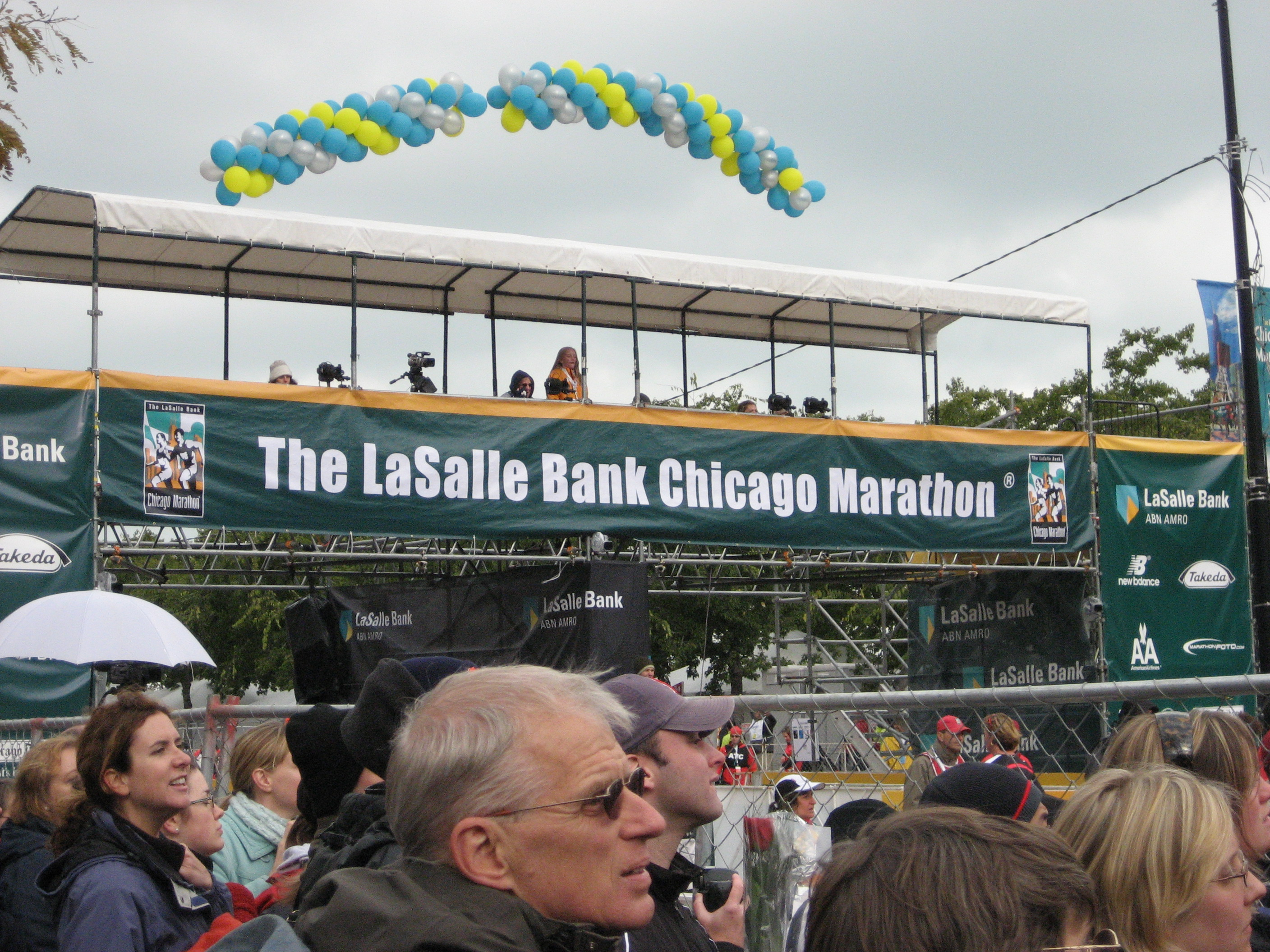
LaSalle Bank Chicago Marathon

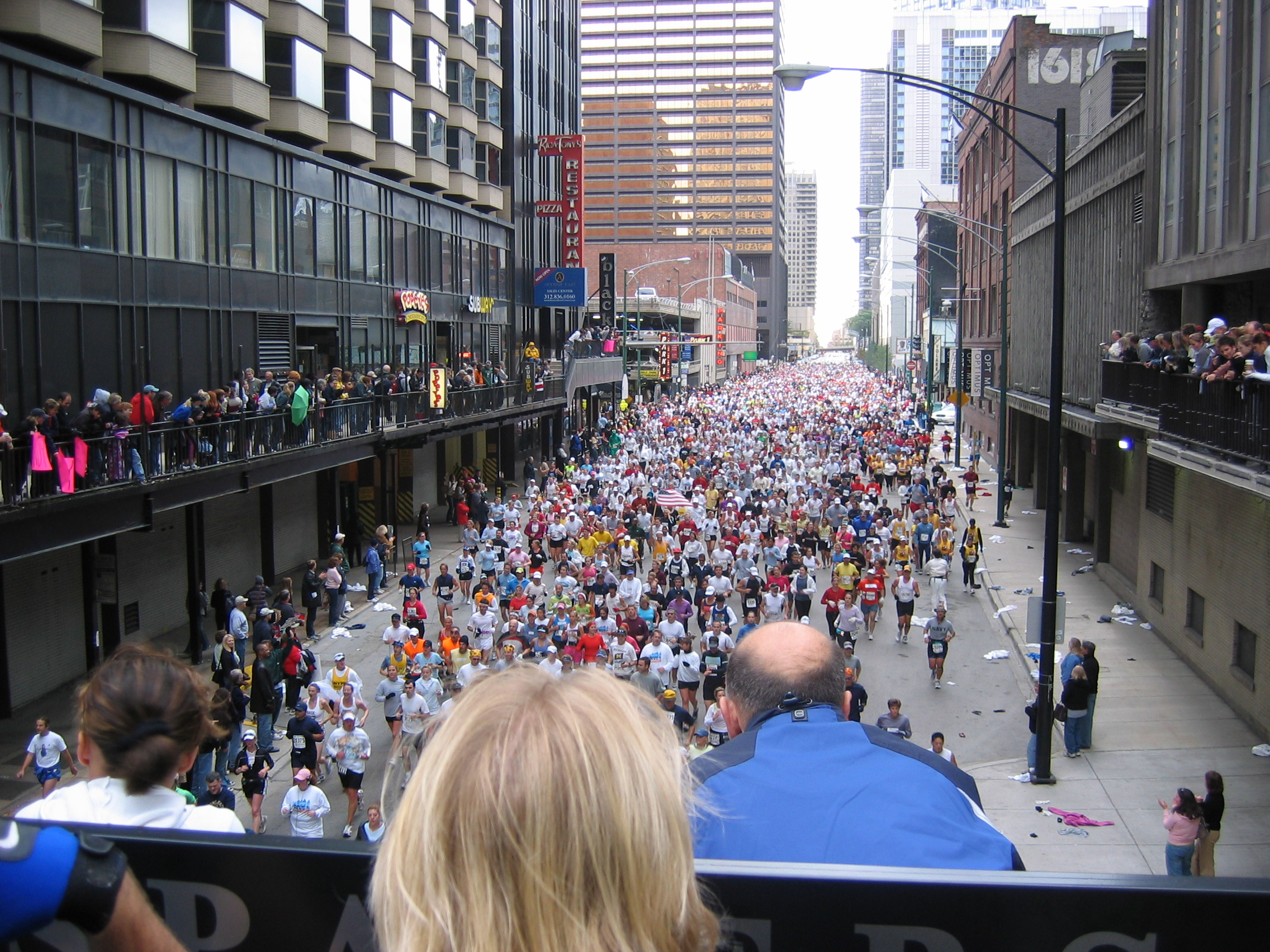
Start in 2005

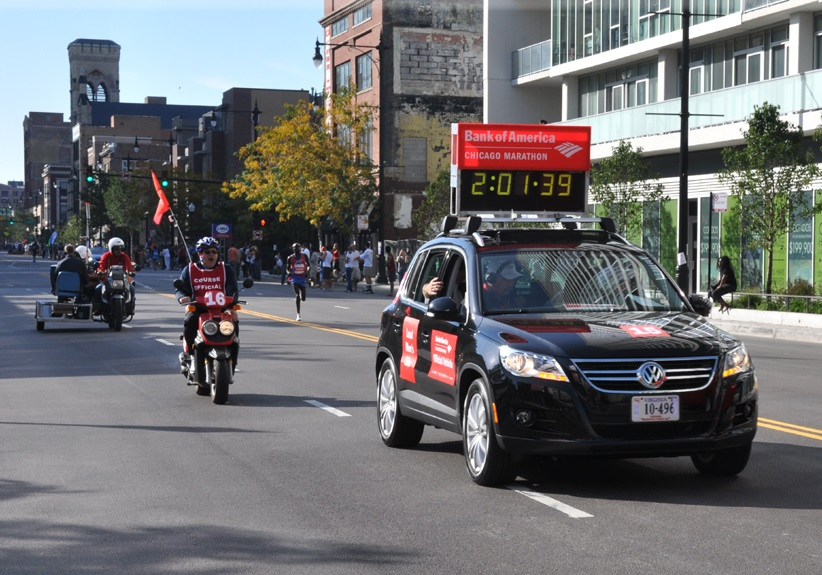
De Keniaan Robert Kipkoech Cheruiyot op weg naar zijn overwinning in 2008

De Bank of America Chicago Marathon, is een marathon die rond oktober in de Amerikaanse stad Chicago gelopen wordt. Het is een van de grootste wegwedstrijden in de wereld. Het deelnemersaantal is gelimiteerd tot 45.000 lopers.
Traditiegetrouw vinden de start en finish plaats op South Columbus Drive in Grant Park, het belangrijkste stadspark.

## Geschiedenis
De eerste editie vond plaats op 25 september 1977. Het startgeld bedroeg 5 dollar en 2128 lopers kwamen over de finish. Hiermee behoorde het evenement gelijk al tot een van de grootste marathons ter wereld. Een jaar later stonden 5200 lopers aan de start, waarvan er 4053 de finish haalden. Het was de eerste Amerikaanse wedstrijd waarbij er in twee blokken werd gestart.
In 1982 was er voor het eerst prijzengeld te verdienen met het winnen van de wedstrijd. Twee jaar hierna liep Steve Jones een wereldjaarprestatie door in 2:08.05 te finishen.
Ondanks het feit dat in 1987 bij het honderdjarig bestaan 12.000 lopers zich hadden ingeschreven, moest het evenement door gebrek aan sponsoren worden afgeblazen. Er werd dat jaar alleen een halve marathon gelopen.
In 1994 werd het evenement voor de eerste maal gesponsord door de LaSalle Bank. De loop werd ook van naam veranderd naar LaSalle Bank Chicago Marathon. Nadat in 2008 de bank werd overgenomen door Bank of America, werd de naam van het evenement ook overeenkomstig aangepast.
De Marokkaan Khalid Khannouchi verbeterde in 1999 het parcoursrecord tot 2:05.42. Deze tijd was tevens een verbetering van het wereldrecord. Een jaar later won hij opnieuw. Doordat hij genaturaliseerd was tot Amerikaan, gold zijn finishtijd van 2:07.01 tevens als een verbetering van het Amerikaanse record op de marathon.
In 2001 stapte de haas Ben Kimondiu, in tegenstelling tot verwacht, niet uit de wedstrijd en wist deze uiteindelijk op zijn naam te schrijven. In datzelfde jaar verbeterde Catherine Ndereba het wereldrecord bij de vrouwen tot 2:18.47. In 2002 won Paula Radcliffe de wedstrijd in 2:17.18 en schreef hiermee voor de vierde maal in haar sportcarrière een wereldrecord op haar naam.
Sinds 2006 is het evenement opgenomen in de World Marathon Majors. In het jaar erop moest de wedstrijd worden afgebroken door de extreme hitte. De temperatuur steeg tot 30 graden Celsius; zo'n 100 hardlopers moesten medisch behandeld worden en één trimloper kwam om het leven.
In 2010 finishten 36.159 lopers de wedstrijd, een record in de geschiedenis van het evenement. Alleen de New York City Marathon 2009 behaalde ooit meer met 43.250 finishers.
Het prijzengeld bedroeg in 2016 550.000 dollar, waarvan 100.000 dollar voor de winnaar (mannen en vrouwen).

## Statistiek

### Parcoursrecords
- KEN Kelvin Kiptum 2:00.35 (2023)
- KEN Ruth Chepngetich 2:09.56 (2024)

### Wereldrecords
In totaal werd zesmaal een wereldrecord gelopen bij deze wedstrijd:
| Datum           | Atleet            | Nationaliteit | Tijd    |
| --------------- | ----------------- | ------------- | ------- |
| 21 oktober 1984 | Steve Jones       | GBR           | 2:08.05 |
| 24 oktober 1999 | Khalid Khannouchi | MAR           | 2:05.42 |
| 7 oktober 2001  | Catherine Ndereba | KEN           | 2:18.47 |
| 13 oktober 2002 | Paula Radcliffe   | GBR           | 2:17.18 |
| 13 oktober 2019 | Brigid Kosgei     | KEN           | 2:14.04 |
| 8 oktober 2023  | Kelvin Kiptum     | KEN           | 2:00.35 |
| 13 oktober 2024 | Ruth Chepngetich  | KEN           | 2:09.56 |

### Top 10 snelste overall (mannen)
Met een gemiddelde tijd van 2:03.42,5 staat Chicago op de vijfde plaats op de lijst van snelste marathonsteden wereldwijd.
| Rang | Naam           | Land | Tijd    | Jaar | Plek |
| ---- | -------------- | ---- | ------- | ---- | ---- |
| 1    | Kelvin Kiptum  | KEN  | 2:00.35 | 2023 | 1    |
| 2    | John Korir     | KEN  | 2:02.44 | 2024 | 1    |
| 3    | Dennis Kimetto | KEN  | 2:03.45 | 2013 | 1    |
| 4    | Emmanuel Mutai | KEN  | 2:03.52 | 2013 | 2    |
| 5    | Benson Kipruto | KEN  | 2:04.02 | 2023 | 2    |
| 6    | Eliud Kipchoge | KEN  | 2:04.11 | 2014 | 1    |
| 7    | Benson Kipruto | KEN  | 2:04.24 | 2022 | 1    |
| 8    | Sammy Kitwara  | KEN  | 2:04.28 | 2014 | 2    |
| 9    | Dickson Chumba | KEN  | 2:04.32 | 2014 | 3    |
| 10   | Bashir Abdi    | BEL  | 2:04.32 | 2023 | 3    |

(bijgewerkt t/m 2024)

### Winnaars
| Editie                                  | Jaar              | Atleet                    | Land           | Tijd           | Atlete                   | Land           | Tijd           |
| --------------------------------------- | ----------------- | ------------------------- | -------------- | -------------- | ------------------------ | -------------- | -------------- |
| 1                                       | 25 september 1977 | Dan Cloeter               | USA            | 2:17.52        | Dorothy Doolittle        | USA            | 2:50.47        |
| 2                                       | 24 september 1978 | Mark Stanforth            | USA            | 2:19.20        | Lynae Larson             | USA            | 2:59.25        |
| 3                                       | 21 oktober 1979   | Dan Cloeter               | USA            | 2:23.20        | Laura Michalek           | USA            | 3:15.45        |
| 4                                       | 28 september 1980 | Frank Richardson          | USA            | 2:14.04        | Sue Peterson             | USA            | 2:45.03        |
| 5                                       | 27 september 1981 | Phil Coppess              | USA            | 2:16.13        | Tina Gandy               | USA            | 2:49.39        |
| 6                                       | 26 september 1982 | Greg Meyer                | USA            | 2:10.59        | Nancy Conz               | USA            | 2:33.23        |
| 7                                       | 16 oktober 1983   | Joe Nzau                  | KEN            | 2:09.44        | Rosa Mota                | POR            | 2:31.12        |
| 8                                       | 21 oktober 1984   | Steve Jones               | WAL            | 2:08.05        | Rosa Mota                | POR            | 2:26.01        |
| 9                                       | 20 oktober 1985   | Steve Jones               | WAL            | 2:07.13        | Joan Benoit Samuelson    | USA            | 2:21.21        |
| 10                                      | 26 oktober 1986   | Toshihiko Seko            | JPN            | 2:08.27        | Ingrid Kristiansen       | NOR            | 2:27.08        |
| -                                       | 1987              | Geen wedstrijd            | Geen wedstrijd | Geen wedstrijd | Geen wedstrijd           | Geen wedstrijd | Geen wedstrijd |
| 11                                      | 30 oktober 1988   | Alejandro Cruz            | MEX            | 2:08.57        | Lisa Weidenbach          | USA            | 2:29.17        |
| 12                                      | 29 oktober 1989   | Paul Davies-Hale          | ENG            | 2:11.25        | Lisa Weidenbach          | USA            | 2:28.15        |
| 13                                      | 28 oktober 1990   | Martin Pitayo             | MEX            | 2:09.41        | Aurora Cunha             | POR            | 2:30.11        |
| 14                                      | 27 oktober 1991   | Joseildo Rocha            | BRA            | 2:14.33        | Midde Hamrin-Senorski    | SWE            | 2:36.21        |
| 15                                      | 25 oktober 1992   | Jose Cesar De Souza       | BRA            | 2:16.14        | Linda Somers             | USA            | 2:37.41        |
| 16                                      | 31 oktober 1993   | Luíz Antônio dos Santos   | BRA            | 2:13.14        | Ritva Lemettinen         | FIN            | 2:33.18        |
| 17                                      | 30 oktober 1994   | Luíz Antônio dos Santos   | BRA            | 2:11.16        | Kristy Johnston          | USA            | 2:31.34        |
| 18                                      | 15 oktober 1995   | Eamonn Martin             | ENG            | 2:11.18        | Ritva Lemettinen         | FIN            | 2:28.27        |
| 19                                      | 20 oktober 1996   | Paul Evans                | ENG            | 2:08.52        | Marian Sutton            | ENG            | 2:30.41        |
| 20                                      | 19 oktober 1997   | Khalid Khannouchi         | MAR            | 2:07.10        | Marian Sutton            | ENG            | 2:29.03        |
| 21                                      | 11 oktober 1998   | Ondoro Osoro              | KEN            | 2:06.54        | Joyce Chepchumba         | KEN            | 2:23.57        |
| 22                                      | 24 oktober 1999   | Khalid Khannouchi         | MAR            | 2:05.42        | Joyce Chepchumba         | KEN            | 2:25.59        |
| 23                                      | 22 oktober 2000   | Khalid Khannouchi         | USA            | 2:07.01        | Catherine Ndereba        | KEN            | 2:21.33        |
| 24                                      | 7 oktober 2001    | Ben Kimondiu              | KEN            | 2:08.52        | Catherine Ndereba        | KEN            | 2:18.47        |
| 25                                      | 13 oktober 2002   | Khalid Khannouchi         | USA            | 2:05.56        | Paula Radcliffe          | ENG            | 2:17.18        |
| 26                                      | 12 oktober 2003   | Evans Rutto               | KEN            | 2:05.50        | Svetlana Zacharova       | RUS            | 2:23.07        |
| 27                                      | 10 oktober 2004   | Evans Rutto               | KEN            | 2:06.16        | Constantina Diţă-Tomescu | ROU            | 2:23.45        |
| 28                                      | 9 oktober 2005    | Felix Limo                | KEN            | 2:07.02        | Deena Kastor             | USA            | 2:21.25        |
| 29                                      | 22 oktober 2006   | Robert Kipkoech Cheruiyot | KEN            | 2:07.35        | Berhane Adere            | ETH            | 2:20.42        |
| 30                                      | 7 oktober 2007    | Patrick Ivuti             | KEN            | 2:11.11        | Berhane Adere            | ETH            | 2:33.49        |
| 31                                      | 12 oktober 2008   | Evans Cheruiyot           | KEN            | 2:06.25        | Lidia Grigorjeva         | RUS            | 2:27.17        |
| 32                                      | 11 oktober 2009   | Samuel Wanjiru            | KEN            | 2:05.41        | Lilia Sjoboechova        | RUS            | 2:25.56        |
| 33                                      | 10 oktober 2010   | Samuel Wanjiru            | KEN            | 2:06.24        | Lilia Sjoboechova        | RUS            | 2:20.25        |
| 34                                      | 9 oktober 2011    | Moses Mosop               | KEN            | 2:05.37        | Lilia Sjoboechova        | RUS            | 2:18.20        |
| 35                                      | 7 oktober 2012    | Tsegaye Kebede            | ETH            | 2:04.38        | Atsede Baysa             | ETH            | 2:22.03        |
| 36                                      | 13 oktober 2013   | Dennis Kimetto            | KEN            | 2:03.45        | Rita Jeptoo              | ETH            | 2:19.57        |
| 37                                      | 12 oktober 2014   | Eliud Kipchoge            | KEN            | 2:04.11        | Rita Jeptoo              | ETH            | 2:24.35        |
| 38                                      | 11 oktober 2015   | Dickson Chumba            | KEN            | 2:09.25        | Florence Kiplagat        | KEN            | 2:23.33        |
| 39                                      | 9 oktober 2016    | Abel Kirui                | KEN            | 2:11.23        | Florence Kiplagat        | KEN            | 2:21.32        |
| 40                                      | 8 oktober 2017    | Galen Rupp                | USA            | 2:09.20        | Tirunesh Dibaba          | ETH            | 2:18.31        |
| 41                                      | 7 oktober 2018    | Mo Farah                  | GBR            | 2:05.11        | Brigid Kosgei            | KEN            | 2:18.35        |
| 42                                      | 13 oktober 2019   | Lawrence Cherono          | KEN            | 2:05.45        | Brigid Kosgei            | KEN            | 2:14.04        |
| Afgelast omwille van de corona-pandemie |                   |                           |                |                |                          |                |                |
| 43                                      | 10 oktober 2021   | Seifu Tura                | ETH            | 2:06.12        | Ruth Chepngetich         | KEN            | 2:22.31        |
| 44                                      | 9 oktober 2022    | Benson Kipruto            | KEN            | 2:04.24        | Ruth Chepngetich         | KEN            | 2:14.18        |
| 45                                      | 8 oktober 2023    | Kelvin Kiptum             | KEN            | 2:00.35        | Sifan Hassan             | NED            | 2:13.44        |
| 46                                      | 13 oktober 2024   | John Korir                | Vlag van Kenia | 2:02.43        | Ruth Chepngetich         | KEN            | 2:09.56        |

### Finishers
Hieronder staat een tabel met de ontwikkeling van het aantal gefinishte deelnemers:
| Jaar | Finishers | Mannen  | Vrouwen | Gemiddelde finishtijd |
| ---- | --------- | ------- | ------- | --------------------- |
| 2000 | 27870     | 16802   | 11068   | 4:21.46               |
| 2001 | 28390     | 17129   | 11261   | 4:19.28               |
| 2002 | 31093     | 18111   | 12982   | 4:19.51               |
| 2003 | 32395     | 18720   | 13675   | 4:25.09               |
| 2004 | 33033     | 19073   | 13960   | 4:26.53               |
| 2005 | 32995     | 18673   | 14322   | 4:26.22               |
| 2006 | 33618     | 18904   | 14714   | 4:25.02               |
| 2007 | 28815     | 16945   | 11870   | 4:52.11               |
| 2008 | 31343     | 17675   | 13668   | 4:46.30               |
| 2009 | 33475     | 18983   | 14492   | 4:27.20               |
| 2010 | 36159     | 19973   | 16186   | 4:43.48               |
| 2011 | 35670     | 20256   | 15414   | 4:40.34               |
| 2012 | 37455     | 20688   | 16767   | 4:32.02               |
| 2013 | 39122     | 21618   | 17504   | 4:32.23               |
| 2014 | 40801     | 22299   | 18502   | 4:33.03               |
| 2015 | 37182     | 20144   | 17038   | 4:33.14               |
| 2016 | 40608     | 22045   | 18563   | 4:34.48               |
| 2017 | 44508     | 22906   | 21602   | 4:47.23               |
| 2018 | 44584     | 23934   | 20650   | 4:34.01               |
| 2019 | 45956     | 24626   | 21330   | 4:29.51               |
| 2020 | Afgelast  | omwille | van de  | corona-pandemie       |
| 2021 | 26112     | 14228   | 11884   | 4:42.32               |
| 2022 | 39420     | 20931   | 18489   | 4:29.09               |

### Sterfgevallen
| Jaar | Naam             | Leeftijd | Woonplaats           | Opmerking                                |
| ---- | ---------------- | -------- | -------------------- | ---------------------------------------- |
| 2011 | William Caviness | 35       | Greensboro           | Hartstilstand circa 500 m voor de finish |
| 2007 | Chad Schieber    | 35       | Midland              | mitralisklepprolaps                      |
| 2003 | Rachael Townsend | 29       | The Plains           | mitralisklepprolaps                      |
| 2001 | Luke Roach       | 22       | Seattle              | Lichaam bereikte temperatuur van 41,7°   |
| 2000 | Danny Towns      | 45       | Edmond               | hartstilstand                            |
| 1998 | Kelly Barrett    | 43       | Littleton (Colorado) | hyponatriëmie                            |

1977 ·
1978 ·
1979 ·
1980 ·
1981 ·
1982 ·
1983 ·
1984 ·
1985 ·
1986 ·
1987 ·
1988 ·
1989 ·
1990 ·
1991 ·
1992 ·
1993 ·
1994 ·
1995 ·
1996 ·
1997 ·
1998 ·
1999 ·
2000 ·
2001 ·
2002 ·
2003 ·
2004 ·
2005 ·
2006 ·
2007 ·
2008 ·
2009 ·
2010 ·
2011 ·
2012 ·
2013 · 
2014 · 
2015 · 
2016 · 
2017 · 
2018 · 
2019 · 
2021 · 
2022 · 
2023
Marathon van Berlijn ·
Boston Marathon ·
Chicago Marathon ·
Marathon van Londen ·
New York City Marathon ·
Tokyo Marathon